# Église Sainte-Marie de Bostens
Pour les articles homonymes, voir église Sainte-Marie.
L’église Sainte-Marie ou Notre-Dame se situe sur la commune de Bostens, dans le département français des Landes. Elle est considérée comme l’un des édifices romans les plus remarquables du pays de Marsan.

## Présentation
Église de style roman datant du XIIe siècle, elle est dédiée à sainte Marie de Bostens. Elle est une étape sur la voie limousine du pèlerinage de Saint-Jacques de Compostelle et se trouve rattachée de nos jours à la paroisse Saint Jacques des Grands Pins. Le clocher, le chœur et le chevet sont classés au titre des monuments historiques depuis le 22 septembre 1916.

### Architecture
La tour clocher est surélevée au XIVe siècle pour atteindre 19 mètres et réaménagée en tour de guet. On y trouve, à son premier niveau, des chapiteaux sculptés figurant des personnages symboliques dans un décor végétal, sur les ouvertures de plein cintre :
- à l'est, un groupe de personnages, deux par deux, tête en bas, semblent se tourner vers le ciel pour se libérer du péché. À côté, le personnage central, jambe pliée, expose sa nudité. Il est entouré de deux couples, debout, encore en train de lutter contre les tentations.
- au sud, des animaux quadrupèdes et des oiseaux s'affrontent.
- à l'ouest, sur la face intérieure, la tête d'un personnage est au-dessus d'éléments végétaux. La face extérieure ne présente que des éléments végétaux.
- au nord, un personnage est en train de prier dans un orant, sorte d'arcade de forme végétale. On trouve également un quadrupède.

Des modillons, petites pierres en forme de S destinées à soutenir une corniche, surplombent les murs goutteraux. Ils sont ornés de personnages, d'animaux et de formes géométriques. Notamment au sud, un homme en position de retournement reprend le thème du salut des chapiteaux et, au nord, un animal tirant la langue symbolise la parole, ses bienfaits et ses dangers.
Protégé par un auvent, le portail en plein cintre ouvre sur un second porche. À l'intérieur, au-dessus de la porte en chêne, est fixé un chrisme, monogramme formé des premières lettres du mot Christ en grec. L'alpha et l'oméga rappellent que le seigneur est le début et la fin de l'univers. Les mots pax, lux, rex et lex définissent aussi le Christ, comme étant le sauveur, la lumière, la paix et la loi.
Une voûte en berceau garde les traces d'un Christ en majesté (Pantocrator) peint au XIIIe siècle. Sur la droite, l'autel de la Vierge est composé d'éléments de remploi : le tabernacle du XVIIe siècle qui, comme dans la plupart des églises de la région, est dissocié, c'est-à-dire que la scène représentée, ici l'Annonciation, est séparée en deux par l'armoire eucharistique. À gauche, Marie reçoit la visite de l'archange Gabriel qui, lui, se trouve sur le panneau de droite. Ils sont entourés d'anges, de putti, de colonnes. Au-dessus, le tableau représente l'Assomption. L'inscription latine : Veni columba mea, veni coronaberis annonce le couronnement dans les cieux de la patronne de l'église, sainte Marie de Bostens.
Lors de travaux de restauration réalisés en 1960, des peintures ont été mises en évidence sur les murs de la nef, la voûte et le mur du côté est, mais elles ont été détruites avant la fin des travaux. L'ensemble du mobilier liturgique a été enlevé, seule la chaire a conservé sa place. Dans la nef, sur le mur gauche, une chaire en calcaire lacustre du XVIIe siècle renforce l'importance donnée à cette époque à la prédication et à la parole.
Le fût de la colonne romaine de marbre vert sert aujourd'hui de bénitier. À l'entrée de la nef, une double arcade forme une travée en dessous du clocher. Cet élément originel de l'église a été reconstruit en 1960 à partir des éléments restants.

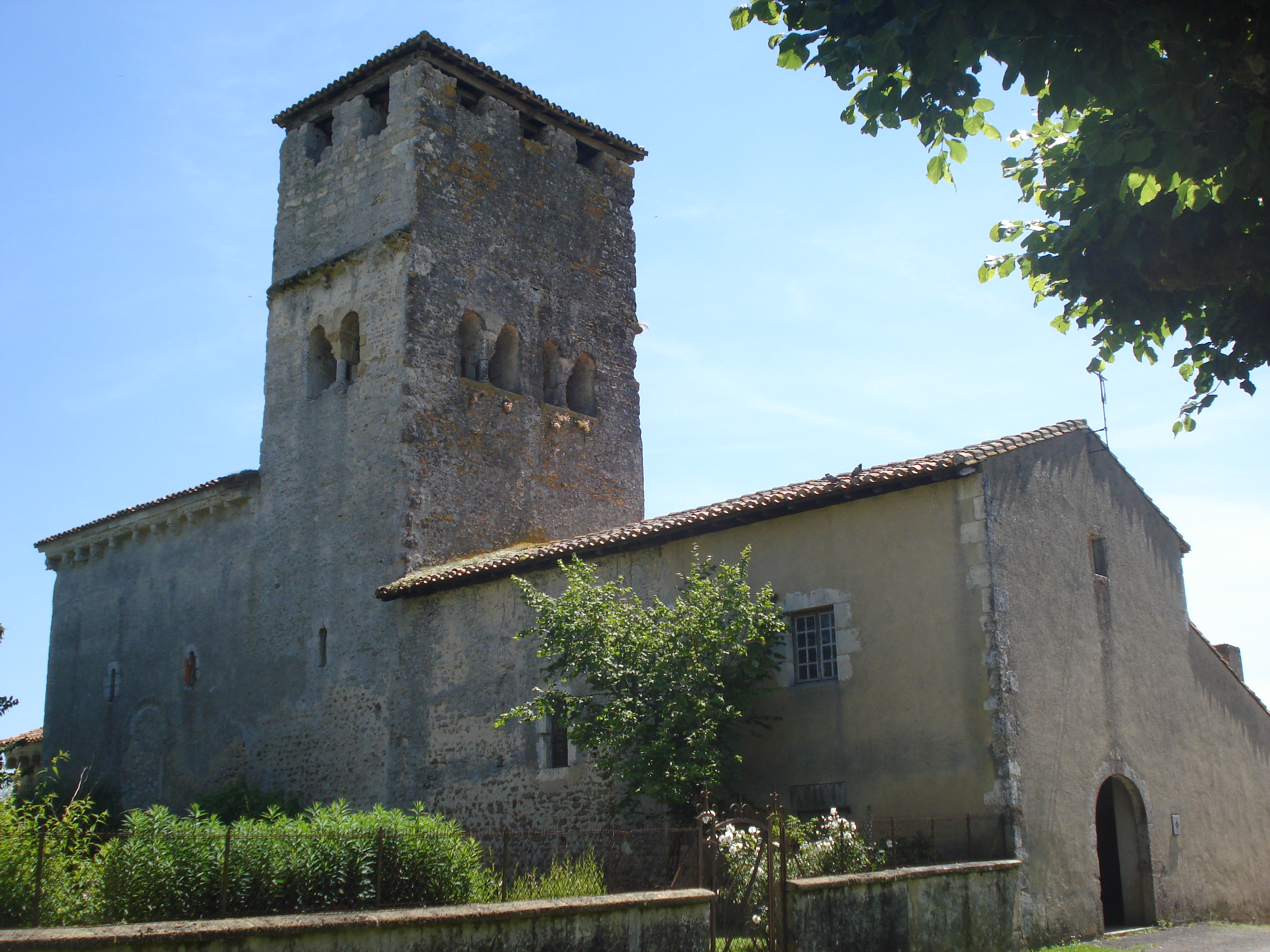
La tour et le porche.
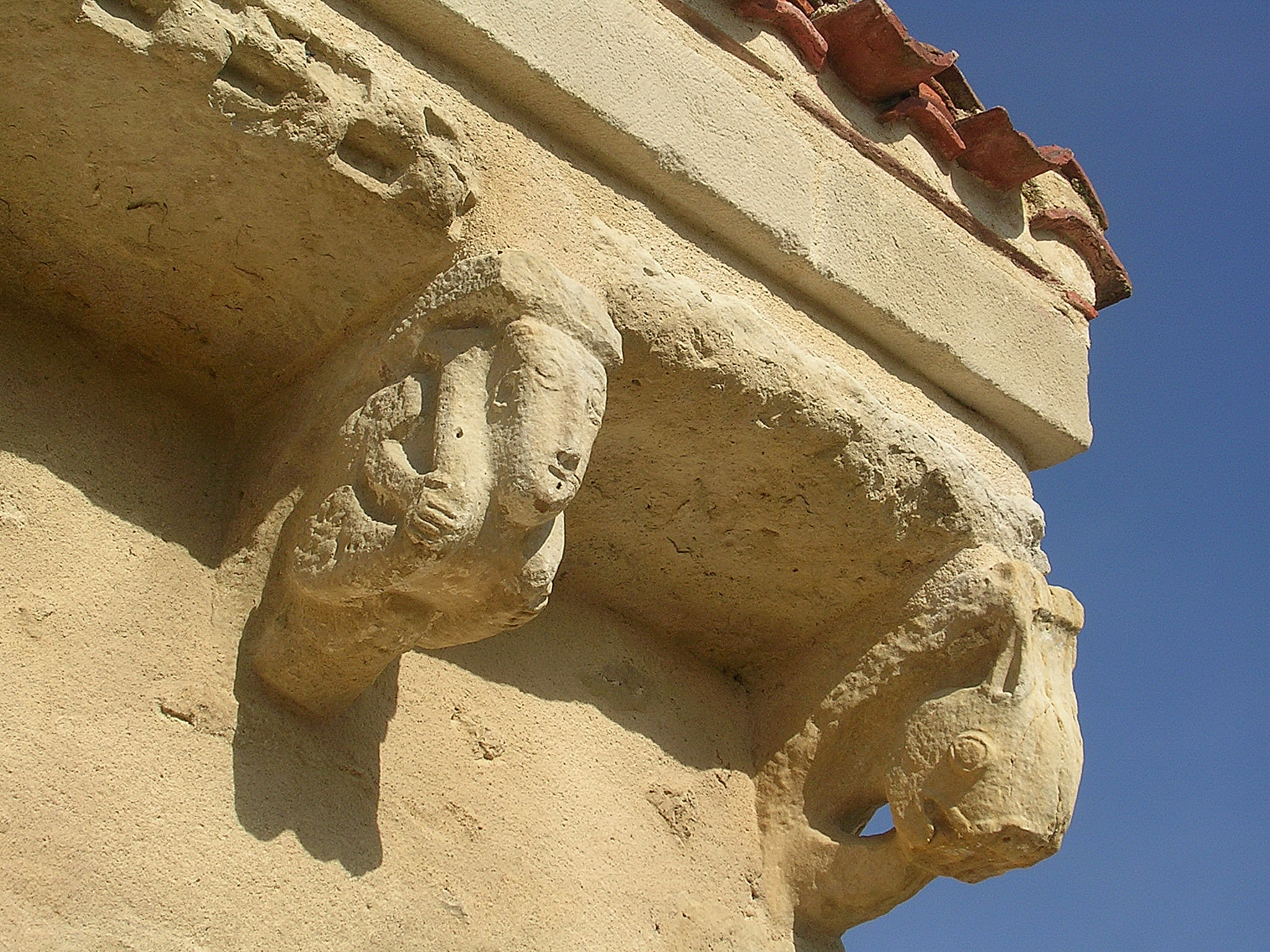
Les modillons.
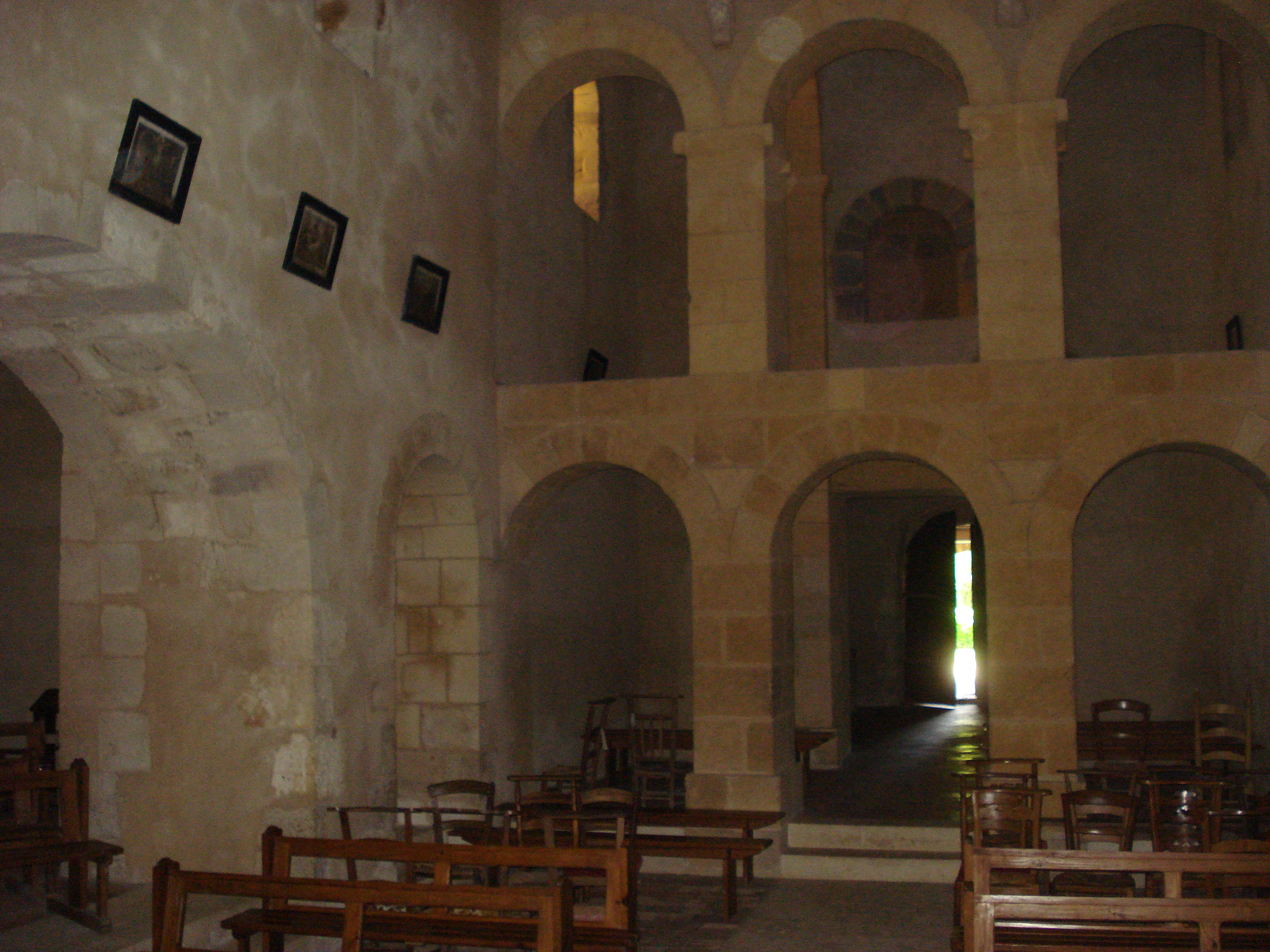
L'intérieur.

### Historique
En 988, Guillaume Sanche, le duc de Gascogne, fait don de l'église primitive à l'abbaye bénédictine de Saint-Sever, qui contrôlait alors un vaste tronçon en Gascogne de la voie limousine du pèlerinage de Saint-Jacques de Compostelle. L'église ne comptait alors que la nef principale avec son berceau unique et son abside.
Afin de répondre aux besoins de la population et au désir de puissance et de prestige de l'abbaye mère, l'édifice originel est modifié dès le XIIe siècle, avec la construction d'une deuxième chapelle au sud et d'une tour d'une quinzaine de mètres à l'ouest. Trois de ses murs s'appuient sur la première nef. Le quatrième s'appuie sur un ensemble d'arcades transversales, détruites puis reconstruites à l'époque moderne à partir des éléments restants.
On retrouve la trace de l’église sous le nom de Ecclesia Sancta Mariae de Balestano seu de Bausten. La croyance populaire attribue à la fontaine de la peur (houn de la pau en gascon) la faculté de guérir de la peur adultes et enfants.